# 丹·威廉森
丹·威廉森（英語：Dan Williamson，2000年3月30日—），新西兰男子赛艇运动员。他曾代表新西兰参加2020年夏季奥林匹克运动会赛艇比赛，获得男子八人单桨有舵手金牌。